# Jon Huntsman, ml.
Jon Huntsman, ml. (* 26. března 1960 v Redwood City) je americký politik a diplomat.
V letech 2005–2009 zastával úřad guvernéra státu Utah. Působil jako velvyslanec USA v Singapuru a v Číně.
Byl jedním z kandidátů v republikánských primárkách na kandidáta na prezidenta USA v roce 2012. Roku 2014 se stal předsedou Atlantické rady.
Je členem Církve Ježíše Krista Svatých posledních dnů.